# HD16127
HD16127 є хімічно пекулярною зорею спектрального класу
A0 й має видиму зоряну величину в смузі V приблизно 9,1.

## Пекулярний хімічний вміст
Зоряна атмосфера GSC2332-233 має підвищений вміст Si .